# Naomi Grossman
Naomi Grossman, född 6 februari 1975 i Denver, är en amerikansk skådespelare, manusförfattare och producent. Grossman har gjort flera film- och TV-roller sedan 1990. Hon spelar birollen Pepper i andra och fjärde säsongen av American Horror Story, från åren 2012 respektive 2014. Rollen innebar att Grossmans utseende förändrades med hjälp av smink och proteser för att återge rollfigurens mikrocefali.